# Lucera
Lucera es una ciudad y municipio de la provincia de Foggia, situada en la región italiana de la Apulia.

## Historia antigua
Lucera es una ciudad antigua, erigida sobre la anterior ciudad de Daunia, la capital del territorio de los Dauni, una tribu de los yapigios apulos. Las excavaciones arqueológicas han demostrado la existencia de un poblado de la Edad del Bronce dentro de los límites del municipio. Lucera tomó su nombre probablemente en honor a Lucio, un mítico rey dauno, o bien debido a un templo consagrado a la diosa Lux Cereris. Una tercera posibilidad sería su fundación por los etruscos, en cuyo caso su nombre podría significar "bosque sagrado" (luc = madera, eri = sagrado).
Durante la segunda guerra samnita, el ejército romano se hallaba acampado cerca de Calacia cuando los samnitas le hicieron creer el engaño de que estaban asediando Lucera, aliada de los romanos. El ejército romano partió rápidamente a socorrer la ciudad, pero cayó en una emboscada en las Horcas Caudinas y tuvo que capitular. Lucera fue ocupada por los samnitas, que luego la perdieron después de una revuelta y tras la ruptura de la tregua con los romanos, en el año 315 a. C. La ciudad solicitó la protección de Roma, siendo entonces declarada como Colonia Togata y gobernada directamente por el Senado romano, quien envió a 2.500 colonos para reforzar los lazos de unión entre las dos ciudades. Desde entonces, Lucera fue una leal aliada de Roma.
Al final de la República, durante la segunda guerra civil, Pompeyo estableció sus cuarteles en Lucera, aunque la abandonó al aproximarse Julio César. La ciudad cambió rápidamente de bando, y así la clemencia de César la libró de daños. En cambio, durante la guerra civil que enfrentó a Marco Antonio y Octaviano, no se libró de la destrucción tan fácilmente. Tras la guerra, Octaviano asentó en las tierras de la devastada ciudad a numerosos soldados veteranos, lo que ayudó a que se recuperara pronto e iniciara una nueva etapa de prosperidad, como atestiguan muchos restos que han pervivido de este periodo, entre ellos el anfiteatro.
Con la caída del Imperio Romano de Occidente, la ciudad entró en una etapa de declive. En el año 663 fue conquistada por los lombardos y luego arrasada por el emperador bizantino Constante II.

## Periodo islámico
En 1224, el emperador Federico II, respondiendo a varias sublevaciones religiosas en Sicilia, expulsó a todos los musulmanes de la isla, confinándolos en Lucera a lo largo de las dos décadas siguientes. En esta controlada situación no pudieron sustraerse a la autoridad real, beneficiando así a la Corona a través de los impuestos y de diversos servicios militares. Su número final osciló entre 15.000 y 20.000 personas, motivando que a la población se la llamara Lucera Saracenorum (Lucera de los sarracenos), debido a que representaba el último baluarte de la presencia islámica en Italia.
La colonia musulmana pervivió durante 75 años, hasta que fue saqueada en el año 1300 por las fuerzas cristianas dirigidas por Carlos II. Los musulmanes de la ciudad fueron obligados a la conversión, expulsados o vendidos como esclavos, y muchos de ellos encontraron asilo en Albania, al otro lado del mar Adriático. Las abandonadas mezquitas de la ciudad fueron destruidas o reformadas, y se erigieron nuevas iglesias sobre las ruinas, incluida la catedral Santa Maria della Vittoria.

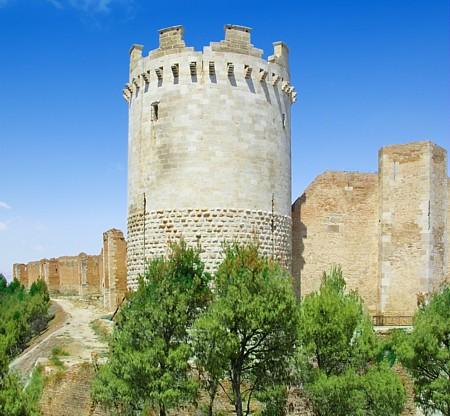
El castillo de los Hohenstaufen.

## Evolución demográfica
| Gráfica de evolución demográfica de Lucera entre 1861 y 2001 |
|                                                              |
| Fuente ISTAT - elaboración gráfica de Wikipedia              |

## Edificios singulares
Existen en Lucera varios edificios singulares que datan de diferentes etapas:
- El anfiteatro romano
- El castillo medieval
- La iglesia de San Francisco
- La catedral, construida en 1300 sobre las ruinas de la última mezquita existente en Italia, destruida en el mismo año.